# Tarchia tumanovae
Tarchia tumanovae es una especie del género extinto Tarchia (mn. "cerebro") es un género representado por 3 especies de dinosaurios tireóforos anquilosáuridos, que vivieron a finales del período Cretácico, hace aproximadamente 75 a 70 millones de años, desde el Campaniense al Maastrichtiense, en lo que hoy es Asia. En 2021, Park, J.Y. y colegas encontraron un espécimen, MPC-D 100/1353, perteneciente al género en la Formación Nemegt, también en Mongolia, que fue descrito como una nueva especie, T. tumanovae.